# Heterozerconidae
Famille
Les Heterozerconidae sont une famille d'acariens mesostigmates.

## Liste des genres
- Afroheterozercon Fain, 1989
- Allozercon Vitzthum, 1926
- Amheterozercon Fain, 1989
- Asioheterozercon Fain, 1989
- Atacoseius Berlese, 1905
- Heterozercon Berlese, 1888
- Maracazercon Fain, 1989
- Narceoheterozercon Gerdeman & Klompen, 2003
- Zeterohercon Flechtmann & Johnston, 1990

## Taxinomie
Cette famille est classée dans le sous-ordre des Sejida, les Heterozerconina étant placés en synonymie. 

## Publication originale
- Berlese, 1892 : Acari, Myriopoda et Scorpiones hucusque in Italia reperta. Ordo Mesostigmata (Gamasidae). Patavii : Sumptibus Auctoris, p. 1-143.